# 魯季夫卡 (馬爾基夫卡區)
49°37′49″N 39°34′20″E / 49.63028°N 39.57222°E
魯季夫卡（烏克蘭語：Рудівка）是位於烏克蘭東部的村莊，由盧甘斯克州舊比利斯克區的馬爾基夫卡市鎮負責管轄。該村始建於1732年，面積1.38平方公里，海拔高度169米，2001年人口140，人口密度每平方公里101.2人。